# Pubblicità (album)
Pubblicità è un album di inediti in studio del gruppo musicale italiano dei Ricchi e Poveri, pubblicato nel 1987 dalla Fonit Cetra.

## Descrizione
Nove dei brani contenuti sono inediti mentre uno, E io mi sono innamorato, viene riproposto nella versione originale già pubblicata nell'LP Voulez vous danser del 1983. I brani più conosciuti del disco sono Canzone d'amore, settima classificata al Festival di Sanremo di quell'anno, che diventa un successo, Pubblicità e Cocco bello Africa. Quest'ultima si aggiudica il terzo posto a Un disco per l'estate; partecipano alla gara canora anche C'è che luna c'è che mare e Lascia libero il cielo.
I singoli estratti sono tre: Canzone d'amore, Cocco bello Africa e Lascia libero il cielo. Nel disco sono incluse due ballate d'amore interpretate in duetto da Angelo e Angela, Voglio stringerti ancora e Non dire no, e due canzoni eseguite da un solo componente del gruppo, New York e Bocce, la prima intonata dalla sola Angela, la seconda esclusivamente da Angelo.
Gli autori che lavorano alla realizzazione dei pezzi sono Cristiano Minellono, Dario Farina, Oscar Avogadro, Paolo Barabani e Vince Tempera. Il brano Canzone d'amore è ideato da Toto Cutugno (che ha già collaborato con i Ricchi e Poveri nell'album La stagione dell'amore del 1980) e Dario Farina. Il brano che intitola il disco, Pubblicità, è composto interamente dai tre membri del gruppo. Angelo Sotgiu e Franco Gatti collaborano anche alla stesura di altri brani.
Lascia libero il cielo, invece, è la versione in italiano del brano Highway to Freedom, composto da Dario Farina e Vince Tempera e interpretato dai "Fahrenheit 104", una formazione di artisti solisti (Tom Hooker, Maurizio Vandelli, Jane Hill e lo stesso Farina) riunitasi occasionalmente a scopo benefico. Il singolo è uscito nel 1986 su etichetta Baby Records con testo originale in inglese scritto da Michael Kunze, mentre il testo in italiano viene trascritto da Minellono e Avogadro. Negli anni successivi ne vengono realizzate due cover in altri paesi: la prima viene incisa in Germania da Lee Towers & Jody Singers nel 1988, che la eseguono in inglese, la seconda in Spagna da Paloma San Basilio nel 1990, che elabora una versione in lingua spagnola dal titolo Un largo camino.
Il 33 giri viene pubblicato anche in Spagna, Germania e Svizzera in lingua italiana, con la sola differenza che la casa discografica che lo distribuisce in questi Paesi non è la Fonit Cetra, bensì la Baby Records, con la quale il complesso aveva inciso altri long-playing dal 1980 al 1986.
L'intero album viene promosso nello show di Rai 1 Ieri, Goggi e domani, durante il quale i Ricchi e Poveri propongono le tracce del disco in versione live.

## Tracce
Lato A
1. Cocco bello Africa (Minellono/Avogadro/Farina) 3.12
2. Pubblicità (Sotgiu/Gatti/Brambati) 3.13
3. Voglio stringerti ancora (Minellono/Avogadro/Farina) 4.04
4. Non dire no (Sotgiu/Gatti) 3.31
5. C'è che luna c'è che mare (Minellono/Avogadro/Hofmann) 3.24

Lato B
1. Lascia libero il cielo (Minellono/Avogadro/Kunze/Tempera/Farina) 4.06
2. New York (Barabani/Farina) 3.19
3. Bocce (Sotgiu) 3.01
4. E io mi sono innamorato (Minellono/Farina) 3.06
5. Canzone d'amore (Cutugno/Rampazzo/Farina) 4.03

## Singoli
- Canzone d'amore/Canzone d'amore (strumentale) (Fonit Cetra, SP 1851) - 1987
- Cocco bello Africa/Voglio stringerti ancora (Fonit Cetra, SP 1855) - 1987
- Lascia libero il cielo/C'è che luna c'è che mare (Fonit Cetra, SP 1858) - 1987

## Classifiche
| Classifica | Posizione massima |
| ---------- | ----------------- |
| Italia     | 16                |

## Formazione
Musicisti
- Ricchi e Poveri (Angela Brambati, Angelo Sotgiu, Franco Gatti) - voci
- Alfredo Golino - batteria
- Stephen Head - programmazione
- Vince Tempera - tastiera
- Massimo Luca - chitarra
- Pier Michelatti - basso
- Lele Melotti - batteria
- Claudio Pascoli - sax

Produzione
- Flavio Pagano - fotografie
- Dario Farina - produzione
- Toto Cutugno - produzione B5
- Chapulin - edizioni musicali A5; B2
- Chapulin/Allione - edizioni musicali A1; A2; A3; B3
- Chapulin/Number Two - edizioni musicali A4; B5
- Chapulin/Zelda Music - edizioni musicali B1
- Televis - edizioni musicali B4
- Registrato presso gli Studi "Bach", "Moon" e "Baby Studios" di Milano
- Mixato da Andrea Celesia e Franco Zorzi

## Dettagli pubblicazione
| Paese  | Data | Etichetta   | Formato | Nº Catalogo |
| ------ | ---- | ----------- | ------- | ----------- |
| Italia | 1987 | Fonit Cetra | 33 giri | TLPX 182    |

Pubblicazione & Copyright: 1987 - Fonit Cetra.

Distribuzione: Dischi Ricordi.